# Список кардиналов, возведённых папой римским Геласием II

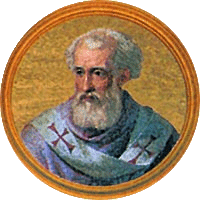
Папа Геласий II

Кардиналы, возведённые Папой римским Геласием II — трое клириков были возведены в сан кардинала на двух Консисториях за один год понтификата Геласия II.

## Консистория от 10 марта 1118 года
- Пьетро Руффо (кардинал-дьякон с титулярной диаконией Санта-Мария-ин-Козмедин);

## Консистория 1118 года
- Пьетро (кардинал-дьякон с титулярной диаконией Сан-Никола-ин-Карчере);
- Крисогоно (титулярная диакония неизвестна).